# Mundo Verde
Mundo Verde é uma rede varejista de produtos naturais do Brasil, fundada em 1987, na cidade de Petrópolis, pelos irmãos Jorge Eduardo Antunes da Silva, Arlindo Sergio Antunes da Silva, Isabel Maria Antunes Joffe e seu marido Elisio Joffe.
Em 2009, a empresa foi adquirida pelo fundo de investimentos em private equity Axxon Group. Em agosto de 2014, o Axxon vendeu-a ao empresário Carlos Wizard Martins.
Em 2016, a rede somava 380 lojas franqueadas, 7 mil m2 de área de vendas, mais de 1.000 funcionários e 1.200 fornecedores, com um público consumidor médio de 120 mil clientes por dia. O total de lojas chegou a 400 em 2017, com projeção de crescer para 500 em 2018, sendo 50 delas no modelo de quiosques. Entre 2016 e 2020, esteve no ranking das 50 maiores franquias do Brasil, feito pela Associação Brasileira de Franchising (ABF).